# Wülknitz (Adelsgeschlecht)

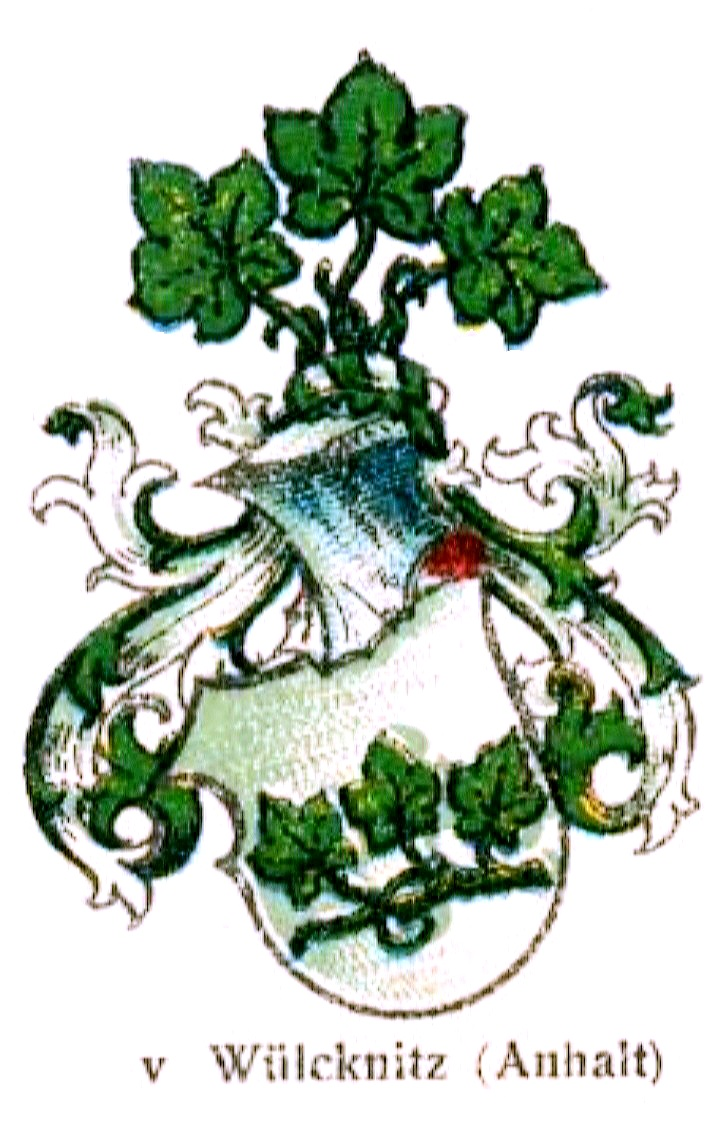
Stammwappen derer von Wülknitz

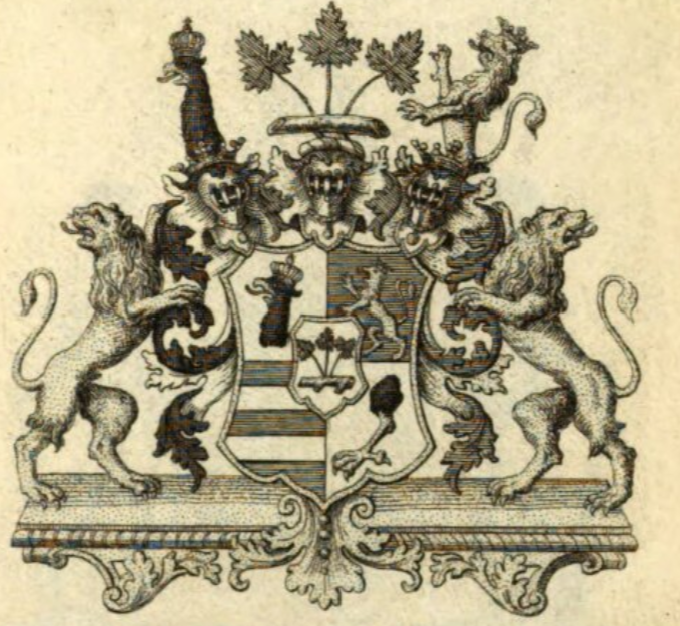
Wappen der Grafen von Wülknitz

Wülknitz, auch Wilcknitz, Wülckenitz, Wülkenitz oder Wülcknitz war der Name eines Adelsgeschlechtes aus Anhalt, wo es als eines der ältesten und angesehensten galt.

## Geschichte
Die Familie stammt aus Anhalt, wo auch ihr Stammhaus lag. Die erste urkundliche Erwähnung fand 1164 durch den Ritterturnierteilnehmer Matthias von Wülcknitz dar, welcher aber fiktiv sein könnte da dieses Turnier nie stattfand. Die richtige Stammfolge begann bei Hans I. von Wülcknitz. Ein Abkömmling der Familie, Leopold August von Wülknitz, wurde am 5. November 1745 von König Friedrich II. in den Grafenstand erhoben; er verstarb aber kinderlos. Der Name des Adelsgeschlechts kam von dem Dorf Wolgknitz, welches heute in die Dörfer Groß- und Kleinwülknitz unterteilt ist und auch als Stammsitz der Familie galt. Ihre Vertreter traten besonders als hohe Regierungsbeamte in fürstlich anhaltinischen und landgräflich hessen-kasselschen Diensten in Erscheinung. Darüber hinaus waren eine Reihe von Söhnen dieser Familie brandenburg-preußische Offiziere.
Bis zum 18. Jahrhundert hatten die Wülknitz ihren Schwerpunkt im reformierten Anhalt, wechselten aber, ähnlich wie die von Krosigks, in den konfessionell gleichen Kasseler Hof. Den Anfang machte Ludwig Wilhelm von Wülcknitz im Jahre 1685. Durch die Wülknitzschen Familienhäuser wurde die Familie weit über Anhalt und Berlin bekannt.

## Linien
Mehrere Linien entwickelten sich in der Familie, von denen einige aber schon nach kurzer Zeit erloschen, wie z. B. die Biendorffliche Linie mit dem Tod von Heinrich von Wülknitz und die Friedburgische Linie, welche ungefähr im 16./17. Jahrhundert erlosch. Auch eine Mansfeldische Linie entstand Ende des 16. Jahrhunderts durch einen gewissen Ludwig von Wülknitz, Bruder des Hans V. von Wülknitz. Diese Linie erlosch aber vermutlich auch, da gegen Mitte des 18. Jahrhunderts davon gesprochen wurde, dass alle Familienmitglieder der Wülknitz-Familie von Hans V. abstammen, Begründer der wichtigsten Linie, der Anhaltischen Linie.
Eine der ältesten Linien, die Friedburgische Linie, entstand durch Hans IV. von Wülknitz, Sohn des Hans III. von Wülknitz, welcher nach Mansfeld auswanderte. Er hatte drei Söhne: Friedrich, Albrecht und Hans Albrecht von Wülknitz. Da von Hans IV. und seinen Söhnen keine weiteren Informationen vorhanden sind, ist davon auszugehen, dass die Linie mit den Söhnen erlosch.
Die Biendorffliche Linie entstand durch Ludwig von Wülknitz, Sohn des Caspar von Wülknitz, Bruder des Hans IV. von Wülknitz, nachdem er in den Besitz des Gutes Biendorf kam. Diese Linie erlosch aber relativ schnell, da sein einziger Sohn, Heinrich von Wülknitz, keine Erben hervorbrachte.
Der Bruder von Ludwig von Wülknitz, Begründer der Biendorfflichen Linie, hatte einen Bruder namens Albrecht von Wülknitz. Dieser hatte auch einen einzigen Sohn namens Carl I., welcher 1587 verstarb. Carl I. hatte insgesamt zwei männliche Nachkommen namens Hans V. und Ludwig von Wülknitz. Hans V. begründete die Anhaltische Linie und Ludwig von Wülknitz die Mansfeldische Linie.
Die Anhaltische Linie wurde fortan im Fürstentum Anhalt sehr bekannt und bekleidete zahlreiche hohe Ämter, obwohl später Angehörige der Linie auch nach Preußen, Hessen oder die Niederlande auswanderten und sich dort niederließen.
Die Mansfeldische Linie war dagegen nicht so bekannt, obwohl Angehörige dieser Linie auch ein paar hohe Ämter bekleideten, und erlosch mit den Erben des Christoph Heinrich von Wülknitz Mitte des 18. Jahrhunderts.

## Wappen
Blasonierung des Stammwappens: In Silber ein waagerechter Eschenzweig mit drei nach oben gerichteten, grünen Blättern. Auf dem grün-silbern bewulsteten Helm die drei grünen Blätter. Die Helmdecken sind grün-silbern.

## Stammesliste (Auswahl)
- Karl I. († 1587)
  - Hans V. von Wülknitz, Begründer Anhaltische Linie († 1624)
    - Karl II. von Wülknitz († 1624)
      - Wilhelm von Wülknitz
      - Ludwig von Wülknitz († 1659)
        - Friedrich Julius von Wülknitz († 1733)
          - Friedrich Christoph von Wülcknitz
          - Erdmann Ludwig von Wülcknitz († 1763)
            - Leopold Friedrich von Wülknitz
            - August Ludwig von Wülknitz

        - Ludwig Wilhelm von Wülknitz († 1686)
        - Carl Heinrich von Wülknitz († 1727)
          - Lebrecht von Wülknitz († 1751)
            - Konrad von Wülknitz
            - Karl August von Wülknitz († 1780)
              - Stephanie Theodora Odilia van Wülknitz († 1803)

            - Kurt Friedrich von Wülknitz

          - August Ludwig von Wülknitz († 1768)
          - Karl Friedrich von Wülknitz
          - Leopold Friedrich Heinrich von Wülknitz
          - Eberhard Gustav von Wülknitz († 1772)

    - Christoph Ernst von Wülknitz
      - Christoph Heinrich von Wülknitz († 1700)
        - Carl Heinrich von Wülknitz († 1704 bei der Schlacht von Hochstädt)
        - Leopold August von Wülknitz († 1759)

  - Ludwig von Wülknitz, Begründer Mansfeldische Linie
    - Albrecht von Wülknitz
      - Wolf Christoph von Wülknitz
        - Carl Friedrich von Wülknitz († 1676)
          - Christoph Heinrich von Wülknitz
            - Carl Wilhelm von Wülknitz

          - Gottlieb Lebrecht von Wülknitz

## Besitzungen
Die Familie besaß Güter in Anhalt und der Mark Brandenburg, darunter:

### Anhalt
- Stammsitz bei Wülknitz
- Schloss Reinsdorf
- Crüchern bei Köthen
- Biendorf

### Mansfelder Land
- Friedeburg
- Helbra
- Leimbach
- Volkstedt

### Mark Brandenburg
- Schloss Hoppenrade
- Schloss Lanke
- Gut Henseberg
- Rittergut Kartzow
- Rittergut Ützdorf

## Bekannte Familienmitglieder

### Anhaltische Linie
- August von Wülknitz (1695–1768), Regierungspräsident und später auch Staatsminister der Landgrafschaft Hessen-Kassel
- Carl August von Wülknitz, General der Kavallerie in den Niederlanden
- Carl Friedrich Ludwig von Wülcknitz, Geheimrat in Regensburg
- Carl Heinrich von Wülcknitz (1656–1727), anhalt-köthenscher Hofmarschall und Geheimrat
- Carl Wilhelm von Wülcknitz, Landrat
- Christoph Heinrich von Wülcknitz (1640–1700), Kammerjunker, Amtshauptmann zu Calbe, Moritzburg, Aken und weiteren
- Eberhard Gustav von Wülknitz (1706–1772), hessischer Generalleutnant und Schriftsteller
- Erdmann Ludwig von Wülknitz (1701–1763), deutscher Amtshauptmann in Frankfurt
- Friedrich Julius von Wülknitz (1658–1733), Ritter des Johanniterordens, anhaltischer Stallmeister und Gerichtsherr auf Crüchern
- Hans V. von Wülknitz, Begründer der anhaltischen Linie
- Heinrich Otto von Wülcknitz (1772–1866), preußischer Gutsbesitzer, Kammerherr und umstrittener Immobilienspekulant
- Karl von Wülknitz (1589–1624), Mitglied der Fruchtbringenden Gesellschaft
- Karl Adalbert von Wülknitz, Chefredakteur der Hallenser Saale-Zeitung
- Konrad von Wülknitz, Regierungspräsident in Kassel
- Lebrecht von Wülknitz (1690–1751), Regierungsrat und Direktor in Kassel
- Leopold von Wülknitz (1680–1759), deutscher Kammerherr, Geheimer Kriegsrat und Hofmarschall
- Ludwig von Wülcknitz (1619–1659), Oberamtmann und Mitglied der Fruchtbringen Gesellschaft
- Ludwig Wilhelm von Wülcknitz (1657–1686), Kammerjunker und Hofassessor im hessischen Dienste
- Otto Rudolf von Wülcknitz, Kammerrat
- Wilhelm von Wülcknitz (1827–1900), preußischer Generalmajor
- Thilo von Wülcknitz, Bezirkskommandeur
- Friedrich von Wülcknitz (1896–1941), deutscher Oberst und Reg.-Komm.[10]

### Mansfeldische Linie
- Carl Friedrich von Wülcknitz, gräflich-mansfeldischer Oberhofmeister, Opfer eines hinterlistigen Meuchelmordes
- Gottlieb Lebrecht von Wülknitz, Kammerjunker, Schloss- und Amtshauptmann

## Genealogie
- Gothaisches Genealogisches Taschenbuch der Adligen Häuser. Zugleich Adelsmatrikel der D.A.G. Teil A (Uradel). 1940. 39. Jg., Justus Perthes, Gotha 1939, S. 562–566. Siehe: FamilySearch (Kostenfrei)